# 清須市立春日小学校
清須市立春日小学校（きよすしりつはるひしょうがっこう）は、愛知県清須市にある公立小学校。

## 概要
- 校区は清須市の春日地区（旧・西春日井郡春日町）全域であり、清須市立春日中学校に進学する[1]。

## 沿革
- 1874年（明治7年）3月 - 第二中学区第六十四番川岸学校が開校。法瑞寺[注釈 1]を仮校舎とする。下之郷村、落合村、朝日村児童が通学する。
- 1876年（明治9年） - 下朝学校に改称する。天桂寺[注釈 2]を仮校舎とする。
- 1878年（明治11年） -
  - 落合村が離脱し、落合学校が開校。
  - 下朝学校の校舎が完成し、移転。
- 1880年（明治13年） - 朝日、西田中が合併し、朝田村となる。
- 1887年（明治20年）4月 - 下朝学校が清洲村の清洲学校統合され廃校。下之郷村の児童は清洲学校へ通学し、朝田村の朝日地区の児童は落合学校へ移る。
- 1890年（明治23年） - 下之郷村に清洲尋常小学校下之郷分教場が設置される。
- 1891年（明治24年） -
  - 落合学校が落合尋常小学校に改称する。
  - 清洲町、一場村、朝田村で組合を設立。清洲学校は組合立清洲尋常小学校に改称する
  - 清洲尋常小学校下之郷分教場が独立し、下之郷尋常小学校に改称する。
- 1906年（明治39年）7月16日 -
  - 清洲町、朝田村、一場村と合併し清洲町が発足。
  - 下之郷村、落合村が合併し、春日村が発足。
- 1907年（明治40年）1月 - 下之郷尋常小学校と落合尋常小学校が統合され、春日尋常小学校となる。朝日地区の児童は清洲尋常高等小学校に移る。
- 1908年（明治41年）4月 - 校舎が完成する。
- 1918年（大正7年） - 春日農業補習学校を併設する。
- 1935年（昭和10年）4月1日 - 青年学校を併設する。
- 1941年（昭和16年）4月1日 - 春日国民学校に改称する。
- 1944年（昭和19年）4月 - 清洲町、西枇杷島町、新川町、春日町の青年学校を統合し、四町村組合立西部青年学校となる。西部青年学校校舎は現在の清洲公園に新築する。
- 1947年（昭和22年）4月1日 - 春日村立春日小学校に改称する。
- 1955年（昭和30年） - 校舎を改築する。
- 1966年（昭和41年）4月 - 新校舎（鉄筋コンクリート造3階建）が完成する。
- 1976年（昭和51年）1月 - 体育館が完成する。
- 1979年（昭和54年）3月 - 校舎（鉄筋コンクリート3階造）を増築する。
- 1990年（平成2年）4月1日 - 町制施行し、春日町となる。同時に春日町立春日小学校に改称する。
- 2009年（平成21年）10月1日 - 春日町が清須市に編入される。同時に清須市立春日小学校に改称する。

## 交通アクセス
- JR東海東海道本線清洲駅下車、徒歩約20分。

## 周辺施設
- 清須市立春日中学校